# Lysá pod Makytou
Lysá pod Makytou (in ungherese Fehérhalom) è un comune della Slovacchia facente parte del distretto di Púchov, nella regione di Trenčín.